# Szyfr podstawieniowy

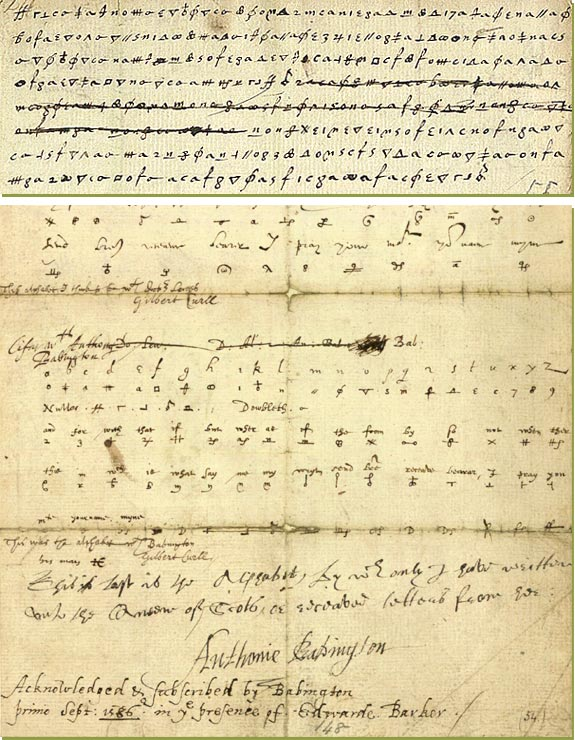
Szyfr Babingtona – przykład szyfru podstawieniowego

Szyfry podstawieniowe – szyfr, w którym każdy znak tekstu jawnego zastępowany jest przez inny znak lub znaki szyfrogramu. Ze względu na łatwość łamania tego rodzaju szyfrów, nie są one już stosowane. Kryptografia klasyczna wyróżnia cztery rodzaje szyfrów podstawieniowych:
- prosty szyfr podstawieniowy – każdy znak tekstu jawnego zastępowany jest przez dokładnie jeden, przyporządkowany mu znak szyfrogramu. Np. A-1, B-4, C-8 itd.
- homofoniczny szyfr podstawieniowy – każdy znak tekstu jawnego zastępowany jest jednym z przyporządkowanych mu znaków szyfrogramu. Np. A-1 lub 21, B-12 lub B-36*/ itd.
- poligramowy szyfr podstawieniowy – zamiast pojedynczych znaków szyfrowane są grupy znaków. Np. A-xy14, B-19ar itd.
- polialfabetyczny szyfr podstawieniowy – złożenia wielu szyfrów podstawieniowych. Np. A-xy14, Ą-yx114, B-2 lub B-36*/ itd.

## Szyfry podstawieniowe w wojsku
Podczas I wojny światowej wojsko niemieckie stosowało opracowany przez pułkownika Fritza Nebela szyfr ADFGVX. Szyfrowanie odbywało się za pomocy szachownicy Polibiusza. Sama tablica wypełniana była jednak literami w sposób losowy, będąc znana wyłącznie nadawcy i odbiorcy.